# Universidad Transilvania de Brașov
La Universidad Transilvania de Brașov (oficialmente y en rumano: Universitatea Transilvania din Brașov, UTBv) es una institución estatal de educación superior situada en Braşov, Rumania. La universidad es una de las más importantes de Rumania y Europa del Este, cuenta con quince facultades y cuatro institutos repartidos por toda la ciudad que ofrecen más de 70 grados, cursos intensivos de corta duración en 30 materias, cursos de post-graduado y PHd Investigación en más de 45 especialidades.

## Facultades
La universidad cuenta con las siguientes facultades que se encuentran repartidas en la ciudad de Brașov:
- Facultad de Ingeniería Mecánica]
- Facultad de Tecnología de Ingeniería y Gestión Industrial
- Departamento de Ciencia de los Materiales e Ingeniería
- Facultad de Diseño Ambiental y de Productos
- Facultad de Ingeniería Eléctrica y Ciencias de la Computación
- Facultad de Silvicultura y Explotación Forestal
- Facultad de Ingeniería de la Madera
- Facultad de Ingeniería
- Facultad de Ciencias Económicas y Empresariales
- Departamento de Hostelería y Turismo
- Facultad de Matemáticas - Informática
- Facultad de Música
- Facultad de Medicina
- Facultad de Derecho
- Facultad de Sociología y Comunicación
- Facultad de Educación Física y Deportes de Montaña
- Facultad de Filología y Letras
- Departamento de Psicología